# Tomaszowce (gmina)
Tomaszowce – dawna gmina wiejska w powiecie kałuskim województwa stanisławowskiego II Rzeczypospolitej. Siedzibą gminy były Tomaszowce.
Gminę utworzono 1 sierpnia 1934 r. w ramach reformy na podstawie ustawy scaleniowej z dotychczasowych gmin wiejskich: Ćwitowa, Dąbrowa, Dołha Wojniłowska, Kopanki, Łuka, Niegowce, Perekosy i Tomaszowce.
Po II wojnie światowej obszar gminy znalazł się w ZSRR.